# 김욱
김욱(1992년 4월 9일 ~ )은 대한민국의 배우이자 모델이다.

## 학력
- 국민대학교 연극영화과

## 출연작

### 영화
- 《내일의 기억》 (2021년) - 군인선우 역
- 《천사는 바이러스》 (2021년) - 제균 역
- 《한낮의 피크닉》 (2019년) - 이찬희 역
- 《안시성》 (2018년) - 눌함 역
- 《궁합》 (2018년) - 자향각 한량 2 역
- 《서울 투어》 (2015년) - 형석 역

### 드라마
- 《천국보다 아름다운》 (2025년 , JTBC) - 정찬우 역  ep.6
- 《더 킹 : 영원의 군주》 (2020년 , SBS) - 최남진 역
- 《고양이 바텐더》 (2019년, 웹드라마) - 나비 역
- 《날 녹여주오》 (2019년, tvN) - 조기범 역
- 《진심이 닿다》 (2019년, tvN)
- 《배드파파》 (2018년, MBC) - 이현수 역
- 《고양이의 맛》 (2018년, 웹드라마) - 나비 역
- 《사당보다 먼 의정부보다 가까운 시즌 3》 (2018년, 웹드라마) - 남우정 역
- 《마이 엑스 다이어리》 (2018년, 웹드라마) - 상혁 역
- 《미스 함무라비》 (2018년, JTBC) - 이가온 역
- 《쇼트》 (2018년, OCN) - 오 트레이너 역
- 《이번 생은 처음이라》 (2017년, tvN) - 계용석 역
- 《동네의 영웅》 (2016년, OCN) - 재철 역

## 광고
- 2020년 현대자동차 현대 스마트센스